# دوجيسة أثيوبية
دوجيسة أثيوبية (الاسم العلمي: Dugesia aethiopica) هي نوع من الحيوانات تتبع جنس الدوجيسة من فصيلة الدوجيسات.